# Artur Then
Artur Paweł Then (ur. 21 września 1966 w Wadowicach) – polski polityk i urzędnik samorządowy, poseł na Sejm I kadencji.

## Życiorys
Z wykształcenia jest historykiem, absolwentem Uniwersytetu Jagiellońskiego (1996). Od 1984 działał w Konfederacji Polski Niepodległej, brał udział w kolportażu wydawnictw drugiego obiegu, uczestniczył w różnych akcjach i manifestacjach opozycyjnych. W 1990 stanął na czele krakowskiego okręgu KPN, z ramienia tej partii od 1991 do 1993 sprawował mandat posła w Sejmie I kadencji. Pracował w organizacji pozarządowej i w oddziale terenowym Agencji Mienia Wojskowego. Od 2003 do 2009 pełnił funkcję dyrektora Małopolskiego Ośrodka Ruchu Drogowego w Krakowie. Z KPN wystąpił w 1994, od 1997 był członkiem Stronnictwa Konserwatywno-Ludowego, później wstąpił do Platformy Obywatelskiej. Z jej listy w 2005 bez powodzenia kandydował do Sejmu. Przeszło 10 lat później został działaczem Komitetu Obrony Demokracji.
Odznaczony Krzyżem Kawalerskim Orderu Odrodzenia Polski (2009), Krzyżem Wolności i Solidarności (2020) oraz Srebrnym Krzyżem Zasługi (2005).